# Demonax simillimus
Demonax simillimus är en skalbaggsart som beskrevs av J. Linsley Gressitt 1939. Demonax simillimus ingår i släktet Demonax och familjen långhorningar. Inga underarter finns listade i Catalogue of Life.